# Gentianopsis virgata
Grande gentiane
Pour la Grande gentiane européenne, voir Gentiana lutea.
Espèce
La Grande gentiane, Gentianopsis virgata, est une espèce de plantes herbacées bisannuelles de la famille des Gentianaceae originaire de l'est des États-Unis et de l'est du Canada.
Il ne faut pas confondre cette plante avec la Grande gentiane qui pousse en Europe, une plante à fleurs jaunes (Gentiana lutea).

## Description

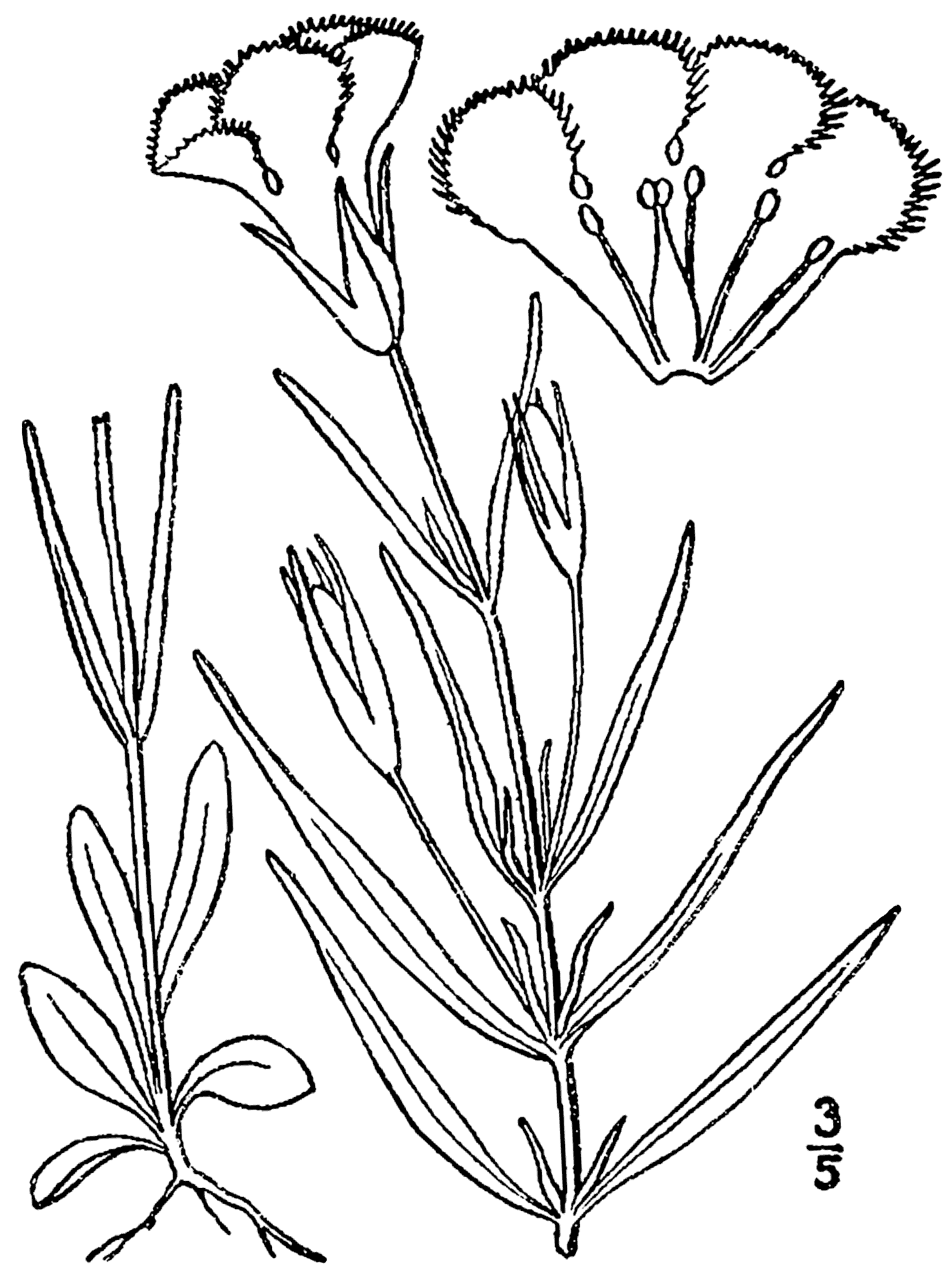
Planche botanique de Gentianopsis virgata

## Liste des sous-espèces
Selon Catalogue of Life (3 juin 2014) :
- sous-espèce Gentianopsis virgata subsp. victorinii
- sous-espèce Gentianopsis virgata subsp. virgata

Selon Tropicos (3 juin 2014) (Attention liste brute contenant possiblement des synonymes) :
- sous-espèce Gentianopsis virgata subsp. macounii (Holm) J.S. Pringle ; gentiane de Macoun[5]
- sous-espèce Gentianopsis virgata subsp. victorinii (Fernald) Lammers
- sous-espèce Gentianopsis virgata subsp. virgata